# Hliðskjálf (álbum)
Hliðskjálf (em nórdico antigo para "Hlidskjalf") é o sexto álbum do artista solo norueguês Burzum. Este álbum foi o segundo a ser gravado por Varg Vikernes enquanto ele estava preso por assassinato e incêndio criminoso e também o segundo álbum ambiente do Burzum. Dauði Baldrs e Hliðskjálf foram criados com instrumentos sintetizados, pois ele não teve permissão para nenhum outro instrumento enquanto estava preso. Para este álbum, Vikernes teve permissão para ter o teclado e o dispositivo de gravação por apenas uma semana. A primeira prensagem de seu lançamento em formato de vinil foi impressa em uma cor polida brilhante que lembra ouro.
| Críticas profissionais | Críticas profissionais |
| Avaliações da crítica  | Avaliações da crítica  |
| Fonte                  | Avaliação              |
| ---------------------- | ---------------------- |
| Allmusic               | [ 2 ]                  |

## Lista de Faixas
Todas as músicas compostas por Varg Vikernes.
| N.º            | Título                    | Duração |  |
| 1.             | "Tuistos Herz"            | 6:13    |  |
| 2.             | "Der Tod Wuotans"         | 6:43    |  |
| 3.             | "Ansuzgardaraiwô"         | 4:28    |  |
| 4.             | "Die Liebe Nerþus'"       | 2:14    |  |
| 5.             | "Frijôs einsames Trauern" | 6:15    |  |
| 6.             | "Einfühlungsvermögen"     | 3:55    |  |
| 7.             | "Frijôs goldene Tränen"   | 2:38    |  |
| 8.             | "Der weinende Hadnur"     | 1:16    |  |
| Duração total: | Duração total:            | 33:42   |  |

## Ficha Técnica
- Varg Vikernes – sintetizadores, engenharia de áudio, composição
- Pytten – masterização

### Capa
- Tania Stene – arte da capa
- Stephen O'Malley – design/arte adicional

A arte adicional no livreto é retirada principalmente de filmes mudos. Por exemplo, a imagem de "Frijôs goldene Tränen" foi retirada do Fausto de FW Murnau.